# Ahuillé
Ahuillé è un comune francese di 1 845 abitanti situato nel dipartimento della Mayenne nella regione dei Paesi della Loira.

## Società

### Evoluzione demografica
Abitanti censiti